# Çamçeşme (Pendik)
Çamçeşme est un quartier du district de Pendik de la métropole d'Istanbul.